# Wilhelm Koch (Diakon)

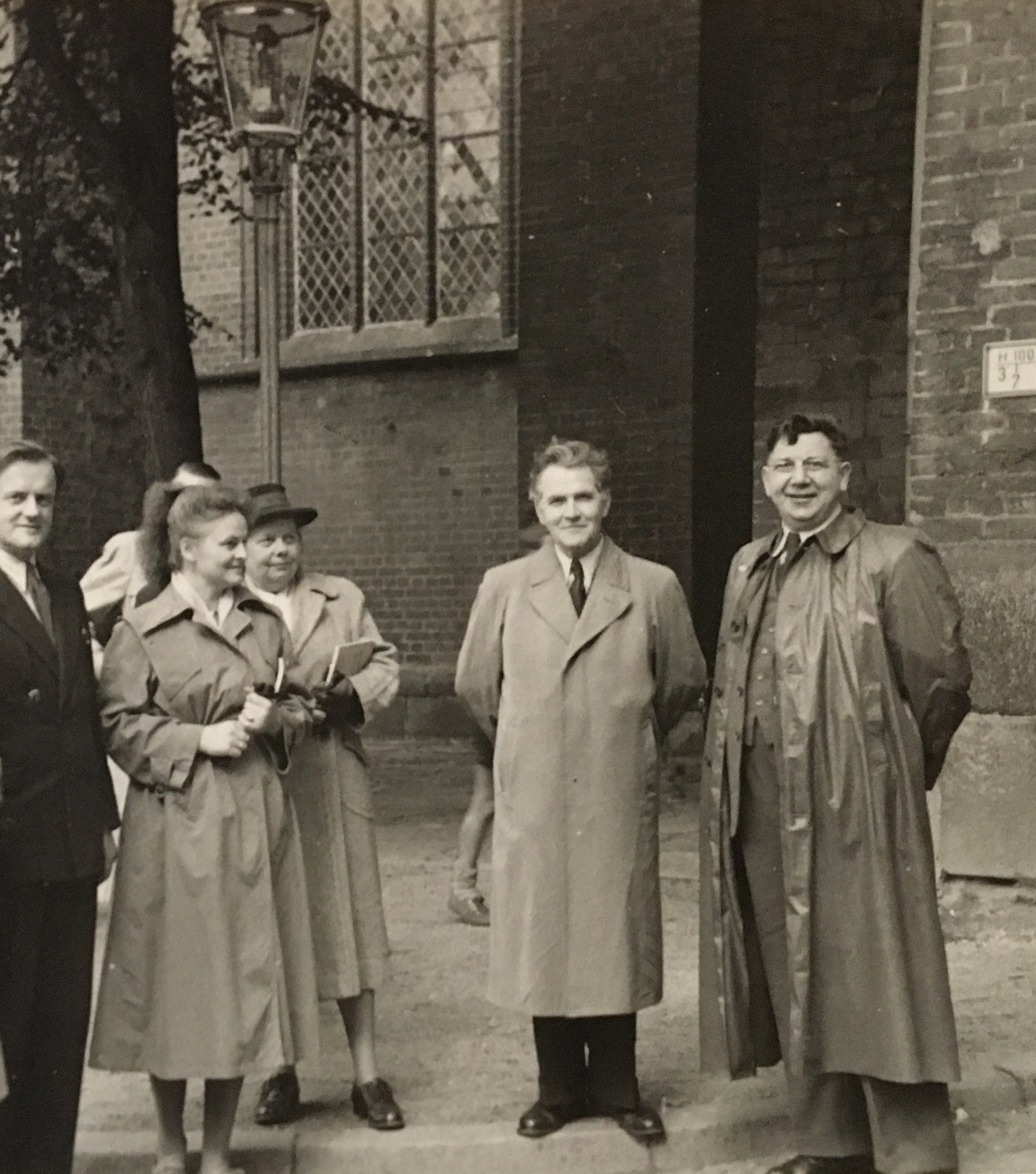
Wilhelm Koch (rechts) und Gerard Bunk (Mitte) beim Bachfest in Lübeck vor St. Jakobi, September 1952

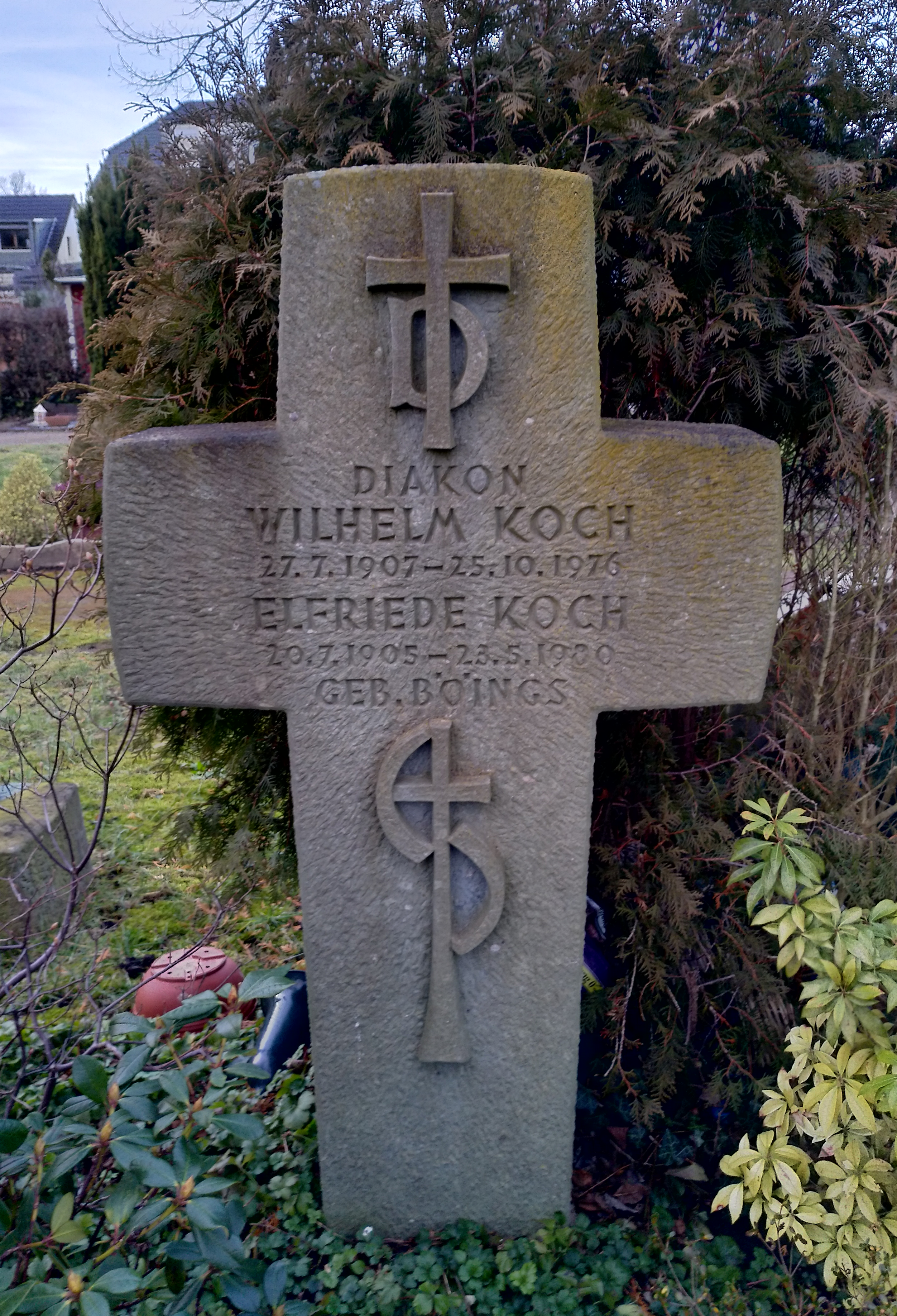
Grab von Wilhelm Koch in Dortmund-Aplerbeck

Karl Konrad Wilhelm Koch (* 27. Juli 1907 in Kassel; † 25. Oktober 1976 in Dortmund) war ein deutscher Diakon, Kirchenmusiker und CDU-Lokalpolitiker in Dortmund-Aplerbeck.

## Leben
Wilhelm Koch wurde als Sohn des Arbeiters Wilhelm Koch und der Mathilde Koch geborene Möller in Kassel geboren und wuchs in Rosenthal (Hessen) auf. Nach seiner Schulzeit machte er eine Schuhmacherlehre und anschließend eine Ausbildung zum Diakon im Brüderhaus Hephata bei Treysa. Von 1932 bis 1974 war er in der Evangelischen Kirchengemeinde Aplerbeck, bis 1937 auch in Schüren und Sölde, als Gemeindediakon tätig. Wilhelm Koch legte 1940 an der Kirchenmusikschule in Dortmund die C-Prüfung als Kirchenmusiker und die Katechetenprüfung ab und arbeitete seitdem zusätzlich als Organist, Chor- und Posaunenchorleiter und gab kirchlichen Unterricht. Weil die Aplerbecker Pfarrer Paul Kramm und Leopold Schütte ihren Dienst nicht mehr ausüben konnten, wurde Koch 1943 mit den pfarramtlichen Aufgaben der Kirchengemeinde Aplerbeck beauftragt. 1944 legte er die zweite Verwaltungsprüfung für die Kirchengemeindebeamten ab, um das Evangelische Gemeindeamt Aplerbeck weiterzuführen, dessen Leiter Erich Riecke zum Wehrdienst einberufen worden war.
Weil seine erfolgreiche Jugendarbeit dem NS-Staat verdächtig erschien, wurde Wilhelm Koch mehrfach von der Gestapo verhaftet. 1939 wurde er wegen der Verbreitung staatsgefährdender Schriften für mehrere Wochen im Dortmunder Gestapo-Gefängnis Steinwache inhaftiert. Infolgedessen wurde Koch aus der Reichsmusikkammer ausgeschlossen.
Nach dem Krieg gehörte Wilhelm Koch zum Gründungskreis der Dortmunder CDU und seit 1949 zum Verwaltungsstellen-Ausschuss Aplerbeck, der späteren Bezirksvertretung. Er begründete nach dem Krieg die Himmelfahrtstreffen des CVJM sowie Johannisfeiern, zu denen jährlich tausende junger Dortmunder zusammen trafen. Die ZDF-Produktion „Gottes eigene Blasmusik“ zum Kirchentag 1963 dokumentiert die Arbeit Wilhelm Kochs als Posaunenchorleiter.
1944 heiratete Wilhelm Koch Elfriede Böings (* 20. Juli 1905; † 23. Mai 1980). Wilhelm Koch und seine Frau haben ihre Grabstätte auf dem Evangelischen Friedhof in Aplerbeck.

## Veröffentlichungen
- [Wilhelm Koch]: 100 Jahre Evangelische Kirche Aplerbeck, 1970.

## Ehrungen
- 1975 erhielt Wilhelm Koch das Bundesverdienstkreuz am Bande.
- 1989 wurde ihm zu Ehren der Diakon-Koch-Weg in Dortmund-Aplerbeck benannt.